# Wake Wood
Pour plus de détails, voir Fiche technique et Distribution.
Wake Wood est un film d'horreur anglo-irlando-suédois réalisé par David Keating, sorti en 2011.

## Synopsis
Patrick et Louise est un jeune couple qui a perdu de façon dramatique leur fille de neuf ans Alice, tuée par un chien enragé. Pour faire leur deuil, ils changent de ville et s'installent à Wake Wood, un petit village tranquille. Ils découvrent bientôt que l'endroit est étrange et que des rites s'y préparent pour faire revivre les morts. Arthur, le maire les informe qu'ils peuvent revoir leur fille mais elle ne pourra rester plus de trois jours. Au début, ils sont réticents à l'idée de faire cette horreur puis ils changent d'avis, trop rongés par le chagrin.

## Fiche technique
- Titre français : Wake Wood
- Titre original : Wake Wood
- Réalisation : David Keating
- Scénario : Brendan McCarthy et David Keating
- Musique : Michael Convertino
- Photographie : Chris Maris
- Montage : Dermot Diskin et Tim Murrell
- Distribution : Maureen Hughes
- Création des décors : John Hand
- Création des costumes : Louise Stanton
- Producteurs : Brendan McCarthy, Natasha Banke, Ralf Ivarsson, Mangus Paulsson, John McDonnell
- Producteurs exécutifs : Ben Holden, Patrick Irwin, Alan Maher, Allan Niblo, Simon Oakes, Rupert Preston et Marc Shipper
- Compagnies de production : Hammer Films, Vertigo Films, Bord Scannan na hEireann, Fantastic Films, Solid Entertainment, Film i Skane, Swedish Film Institute, Raidio Teilifis Eireann, Irish Film Industry, Bord Scannan na hEireann
- Genre : Thriller, Drame, Épouvante-Horreur
- Pays :  Irlande,  Royaume-Uni
- Durée : 90 minutes

## Distribution
- Aidan Gillen : Patrick
- Eva Birthistle : Louise
- Timothy Spall : Arthur
- Ella Connolly : Alice
- Ruth McCabe : Peggy O'Shea
- Brian Gleeson : Martin O'Shea
- Amelia Crowley : Mary Brogan
- Dan Gordon (en) : Mick O'Shea
- Tommy McArdle : Ben